# Subpiksel

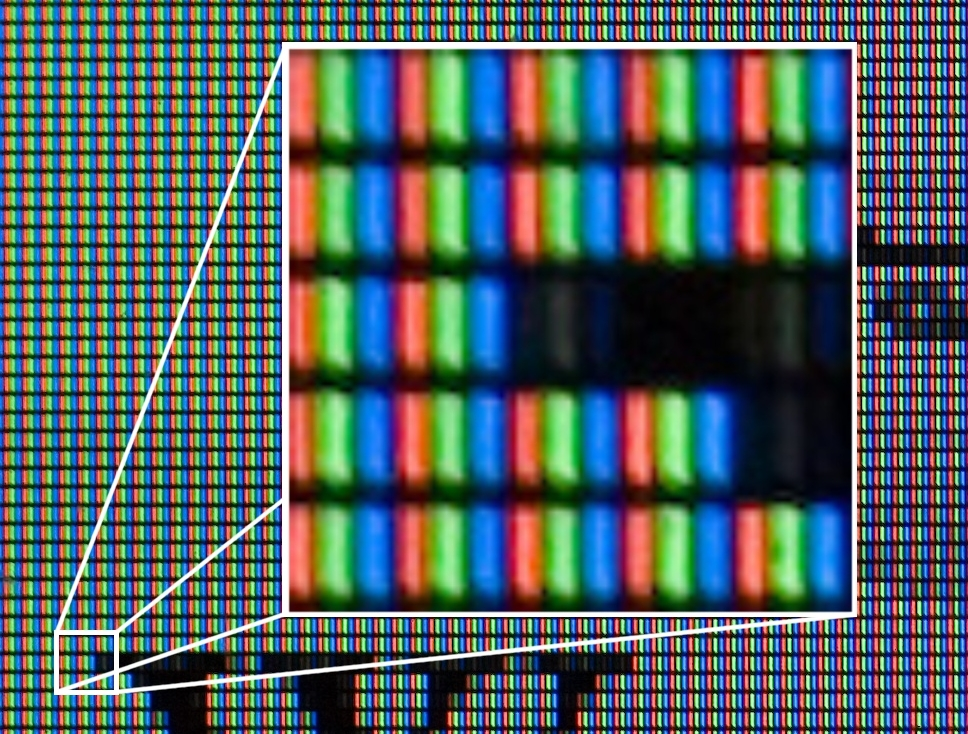
Ekran LCD w dużym powiększeniu. Widoczne subpiksele.

Subpiksel (tzw. triada, podpiksel) − składowa koloru jednego piksela w wyświetlaczach i matrycach CCD. W ekranach LCD każdy piksel zawiera 3 subpiksele: czerwony, zielony i niebieski. Odpowiednie sterowanie intensywnościami świecenia danych subpikseli powoduje powstanie wypadkowego koloru całego piksela. Istnieją również rozwiązania wykorzystujące systemy więcej niż 3 subpikseli na jeden piksel (np. RGBW z dodatkowym subpikselem w kolorze białym), a także stosujące różne ułożenie subpikseli na matrycy czy masce wyświetlacza.